# Bundespolitik
Bundespolitik bezeichnet im föderativen System der Bundesrepublik Deutschland alle Politikbereiche, die die Bundesrepublik als Ganzes betreffen, oder einheitlich geregelt werden sollen.
Dies ist in Art. 70 Grundgesetz geregelt. Dazu wird
die ausschließliche Gesetzgebung des Bundes in Art. 71 und Art. 73 GG, welche die Bereiche der Bundespolitik umfasst, und
die konkurrierende Gesetzgebung (Landespolitik) aus Art. 72, Art. 74, Art. 74a und Art.75 (Memento vom 29. Mai 2006 im Internet Archive) GG unterschieden. Diese gibt den Ländern die Möglichkeit der eigenen Gesetzgebung, „solange und soweit der Bund von seinem Gesetzgebungsrechte keinen Gebrauch macht.“
Zu den klassischen Gebieten der Bundespolitik gehört zum Beispiel die Außenpolitik und die Verteidigungspolitik.
Siehe auch: Kommunalpolitik, Politik, Föderalismus

## Europäische Union und andere Länder
- Europapolitik
- Österreich
- Schweiz
- Spanien
- Vereinigte Staaten